# Церетели, Алексей Акакиевич
Алексей Акакиевич Церетели (1864, Петербург — 1942, Париж) — князь, оперный антрепренёр.

## Биография
Родился в семье известного грузинского поэта, князя Акакия Р. Церетели, мать — Наталия Петровна Базилевская. Несмотря на то, что отец семьи был видным грузинским деятелем, сам Алексей рос в Петербурге, где получал такое же образование, что и его сверстники из русской аристократии, был человеком русской культуры и русской ментальности, а грузинского языка даже не знал; во всяком случае, сохранившиеся его письма к родителям — на русском языке.
Получив профессию инженера, Алексей Церетели не забросил своего увлечения — оперы. Более того, оперное искусство занимает его всё больше. В конце концов он решает заняться развитием оперной антрепризы.
В столицах — в Петербурге и Москве — долгое время существовала монополия Императорских театров, но в связи с её отменой в 1882 году происходит бум частных театральных трупп. Сразу открыть новую оперную антрепризу в Петербурге молодой предприниматель не берётся, а начинает свою деятельность в Харькове в сезон 1896/97. В 1897 году А. Церетели приглашает в качестве дирижёра В. И. Сука, под руководством которого работает оркестр. Многие театральные и музыкальные критики не преминули отметить в прессе первые удачи новой труппы. Репертуар антрепризы быстро пополнялся: «Риголетто», «Лючия ди Ламмермур», «Гугеноты», «Андре Шенье» У. Джордано (1897; этой опере был закрыт путь на императорскую сцену), «Садко» (1898), «Царская невеста» (1899). Труппа Церетели успешно гастролировала в Одессе, а позднее в Петербурге (Панаевский театр) и Москве (театр «Эрмитаж») Я. В. Щукина.
Сезоны 1904/05 и 1905/06 годов труппа Церетели, уже обретшая известность, проводила в Петербурге, в помещении Театра консерватории и называлась «Новая опера». Сезон 1904/05 года открылся 3 октября премьерой оперы Н. Римского-Корсакова «Пан воевода», среди исполнителей: А. Антоновский (Пан воевода), М. Инсарова (Мария), Н. Большаков (Чаплинский). Отмечается, что композитор был доволен постановкой. Кроме того, репертуар пополнился операми: «Отелло» (с Н.Фигнером), «Мадемуазель Фифи» Ц. Кюи, «Самсон и Далила» Сен-Санса (с А. Вяльцевой), «Африканка» Мейербера (с Ф. Маркони), «Германия» А. Франкетти, «Адриенна Лекуврёр» Ф.Чилеа (заглавную партию исполняла Ливия Берленди, это была единственная постановка оперы в России).
В труппе, кроме перечисленных, работали Н.Ермоленко-Южина (дебютировала на оперной сцене в 1900 году в Петербурге в антрепризе А. Церетели), М. Кузнецова (дебютировала в 1904 году в партии Маргариты оперы «Фауст» Ш. Гуно в Петербурге в антрепризе А. А. Церетели), дирижёр Э. Купер, Камионский, Л.Балановская (дебютировала в 1905, срочно заменив заболевшую итальянскую певицу Л. Берленди на сцене петербургской «Новой оперы» А. А. Церетели), Клементьев, Медведев, Ермоленко-Южина, Тугаринова и др.
Несмотря на революционную ситуацию 1905 года, из Италии специально для нескольких спектаклей в антрепризе Церетали прибыл Титта Руффо и успешно выступил там в «Паяцах», «Сельской чести», «Демоне», «Риголетто».
В 1907/08 А.Церетели организовал гастроли Ф.Шаляпина в Америке, в 1908 году труппа гастролировала в Берлине (куда Церетели пригласил М. Фигнер, Е. Збруеву, К. Кайданова).
В 1917 году А. А. Церетели покинул Россию. К самому началу 1920-х годов в Париже осела большая часть русской эмиграции, начавшей возрождение и становление русской культуры за рубежом. Немалая роль на этом поприще принадлежала А. А. Церетели. В 1921 году он вместе с французским агентом А. Каном организует театральное бюро по найму артистов. Так начался новый этап оперной труппы А. Церетели, в работе которой участвовали Я. Горский, Ф. Шаляпин, М. Давыдова, Е. Садовень, Г. Поземковский, К. Кайданов, С.Белина-Скупевский, К. Запорожец, К. Петраускас и др.; в 1924 году в эмиграцию и труппу прибыла Ермоленко-Южина, когда-то начинавшая свою карьеру в петербургской антрепризе Церетели. В отдельных постановках участвовали дирижёры С.Кусевицкий, А. Коутс, режиссёр А. Санин. Среди оперного репертуара: «Борис Годунов», «Хованщина», «Сказка о царе Салтане», «Садко», «Сорочинская ярмарка», «Князь Игорь» и др.
Есть сведения, что Церетели работал в сотрудничестве с В. Г. Воскресенским, антрепренёром балетной зарубежной труппы, известным в русской иммиграции под псевдонимом «полковник де Базиль».
6 июля 1926 года в Париже в Гранд-Опера прошла премьера оперы «Сказание о невидимом граде Китеже и деве Февронии» с дирижированием Э. Купера, организованная А. А. Церетели. Причем на главные партии Февронии и Гришки Кутерьмы были приглашены солисты из СССР Ксения Держинская (это было её единственным выступлением за границей) и Николай Большаков.
27 января 1929 года в Париже оперой «Князь Игорь» открылось новое предприятие — «Русская опера в Париже», создателями которого стали певица Мария Кузнецова вместе со своим очередным мужем Альфредом Массне (миллионером и племянником выдающегося композитора) и А. А. Церетели. К работе были привлечены В. Г. Воскресенкий (полковник де Базиль) с балетной труппой, дирижёры Купер и его ученик А.Лабинский, режиссёры Н. Евреинов, А. Санин, художники И. Билибин и К. Коровин, балетмейстеры М. Фокин, Б. Нижинская для постановок танцев в операх и нескольких небольших балетов; некоторое время здесь успешно работал Борис Романов. В состав вокалистов вошли певцы труппы Церетели. В распоряжении организаторов был также превосходный оркестр (т. н. «Оркестр Страрама»). Успех первой же постановки был огромен, и новая труппа продолжила работу в Париже и гастроли по Европе и Америке. Однако через какое-то время сборы перестали себя оправдывать. В результате владельцы антрепризы разругались и подали свои претензии в суд. Антреприза распалась.
Церетели ещё пробовал собрать средства и возможности для новых спектаклей, поставил «Князя Игоря», «Русалку» (Мельник — Ф. Шаляпин, Наташа — Н. Ермоленко-Южина, Князь — Дм. Смирнов), 14 января 1931 года состоялась премьера «Бориса Годунова» (Борис — Шаляпин, Самозванец — Смирнов, Марина — Садовень, Шуйский — Поземковский) и др. Однако достичь былых высот больше не суждено было.
По воспоминаниям М. Давыдовой, А. А. Церетели перед смертью завещал весь реквизит своей труппы «театру будущей свободной Грузии». Но завещание не было признано действительным, и имущество пошло с торгов.
Князь Алексей Акакиевич Церетели скончался в 1942 году в оккупированном гитлеровцами Париже.